# Ce sacré confrère
Pour plus de détails, voir Fiche technique et Distribution.
Ce sacré confrère (Brothers in Law) est un film de procès britannique réalisé par Roy Boulting, sorti en 1957.

## Synopsis
Roger Thursby est un avocat débutant, plein d’idéaux, mais ses collègues avocats le trouvent un peu trop enthousiaste à leur goût.

## Fiche technique
- Titre : Ce sacré confrère
- Titre original : Brothers in Law
- Réalisation : Roy Boulting
- Scénario : Roy Boulting, Jeffrey Dell et Frank Harvey, d'après le roman de Henry Cecil
- Images : Max Greene
- Musique : Benjamin Frankel
- Production : les frères Boulting et John Boulting, pour Charter Film Productions
- Montage : Anthony Harvey
- Décors : Albert Witherick
- Pays d'origine : Royaume-Uni
- Format : Noir et Blanc
- Genre cinématographique : Comédie
- Durée : 94 minutes
- Date de sortie : 5 mars 1957

## Distribution
- Richard Attenborough : Henry Marshall
- Ian Carmichael : Roger Thursby
- Terry-Thomas : Alfred Green
- Jill Adams : Sally Smith
- Miles Malleson : Kendall Grimes
- Raymond Huntley : Tatlock
- Eric Barker : Alec Blair
- Nicholas Parsons : Charles Poole
- Kynaston Reeves : Juge Lawson
- John Le Mesurier : Juge Ryman
- Irene Handl : Mme Potter
- John Schlesinger : l’avocat de la cour d’assises